# Hans Wenk
Hans Wenk (* 18. Februar 1890; † 3. Januar 1986) war ein deutscher Pflanzenzüchter.

## Leben
Hans Wenk besuchte von 1903 bis 1905 die Kreisackerbauschule Triesdorf. Er begann seine berufliche Laufbahn 1906 bei der Landessaatzuchtanstalt Weihenstephan. Er arbeitete sich bis zum Leiter der Kartoffelabteilung der Anstalt empor. Aus seiner züchterischen Arbeit entstanden rund zwei Dutzend namhafter Kartoffelsorten, die das Ertrags- und Qualitätsniveau des deutschen Kartoffelbaus wesentlich mitgeprägt haben. Darunter sind die bekannten Sorten Eva, Panther und Maritta.

## Ehrungen
- 1956: Goldene Staatsmedaille des Bayerischen Staatsministeriums für Ernährung, Landwirtschaft und Forsten
anlässlich seines 50-jährigen Dienstjubiläums
- 1958: Verdienstkreuz am Bande der Bundesrepublik Deutschland
- Bayerischer Verdienstorden

## Quelle
- Bundesarchiv B 122/38473

| Personendaten    | Personendaten             |
| ---------------- | ------------------------- |
| NAME             | Wenk, Hans                |
| KURZBESCHREIBUNG | deutscher Pflanzenzüchter |
| GEBURTSDATUM     | 18. Februar 1890          |
| STERBEDATUM      | 3. Januar 1986            |